# Phalacrus atrolucens
Phalacrus atrolucens là một loài bọ cánh cứng trong họ Phalacridae. Loài này được Casey miêu tả khoa học năm 1916.